# University of Houston
The University of Houston (UH) je americká státní univerzita ve městě Houston ve státě Texas. Byla založena v roce 1927. Je třetí největší univerzitou v Texasu, studuje zde přes 46 000 studentů.

## Známí absolventi
- Dan Rapoport (1970–2022) – americký finančník lotyšského původu, kritik režimu Vladimira Putina, zemřel po pádu z okna za nejasných okolností